# Van Jefferson
Vanchii Lashawn Jefferson Jr. (Brentwood, 26 luglio 1996) è un giocatore di football americano statunitense che milita nel ruolo di wide receiver per i Tennessee Titans della National Football League (NFL).

## Carriera universitaria
Jefferson passò la sua prima stagione a Ole Miss come redshirt, poteva cioè allenarsi con la squadra ma non scendere in campo. L'anno seguente ebbe 49 ricezioni per 543 yard e 3 touchdown. Jefferson concluse la sua stagione da sophomore con 42 ricezioni per 456 yard e un touchdown. A fine anno decise di trasferirsi a Florida.
A Jefferson fu dato il permesso dalla NCAA di scendere in campo immediatamente con il nuovo istituto. Nella prima stagione con i Gators guidò la squadra con 35 ricezioni, 503 yard e 6 marcature. Nell'ultima annata ricevette 49 passaggi per 657 yard e 6 touchdowns. Ricevette 6 passaggi per 129 yard contro Virginia nell'Orange Bowl 2019, la sua ultima gara nel college football. La sua carriera si chiuse con 175 ricezioni per 2.159 yard e 16 touchdown in 45 gare disputate.

## Carriera professionistica

### Los Angeles Rams
Jefferson fu scelto nel corso del secondo giro (57º assoluto) del Draft NFL 2020 dai Los Angeles Rams. Debuttò come professionista nella gara del primo turno contro i Dallas Cowboys ricevendo un passaggio da 31 yard dal quarterback Jared Goff. La sua stagione da rookie si chiuse con 19 ricezioni per 220 yard e un touchdown, disputando tutte le 16 partite.
Il 13 febbraio 2022 Jefferson scese in campo nel Super Bowl LVI vinto contro i Cincinnati Bengals 23-20, ricevendo 4 passaggi per 23 yard e conquistando il suo primo titolo.
Nel 14º turno della stagione 2022, Jefferson ricevette nei secondi finali della gara contro i Las Vegas Raiders il touchdown della vittoria su passaggio da 23 yard del nuovo quarterback Baker Mayfield, arrivato da meno di 48 ore ai Rams.

### Atlanta Falcons
Il 10 ottobre 2023 i Rams scambiarono Jefferson con gli Atlanta Falcons, insieme ad una scelta al settimo giro del draft 2025, ricevendo in cambio una scelta al sesto giro del medesimo draft.

### Pittsburgh Steelers
Il 18 marzo 2024 Jefferson firmò un contratto di un anno con i Pittsburgh Steelers. La sua stagione regolare si chiuse con 24 ricezioni per 276 yard e 2 touchdown. Nel turno delle wild card dei playoff segnò un touchdown su passaggio del quarterback Russell Wilson nella sconfitta contro i Baltimore Ravens.

### Tennessee Titans
Il 14 marzo 2025 Jefferson firmò con i Tennessee Titans un contratto di un anno del valore di 2,5 milioni di dollari.

## Palmarès
- Super Bowl : 1

Los Angeles Rams: LVI
- National Football Conference Championship: 1

Los Angeles Rams: 2021

## Famiglia
È il figlio dell'ex ricevitore della NFL Shawn Jefferson.